# Полєнський (гора)
Полє́нський (інші назви — Поленський, Полєнскі, Полєнска) — гора в Українських Карпатах, в масиві Горгани. Розташована в Надвірнянському районі Івано-Франківської області, на південь від села Черник і на схід від села Бистриця.
Висота 1693 м. Лежить у північно-західній частині хребта Довбушанка. Північні та східні схили круті, важкопрохідні. Вершина і привершинні схили незаліснені, з кам'яними осипищами, місцями — криволісся з сосни гірської; нижче — лісові масиви.
На північний схід від вершини розташована гора Кізійський Горган (1617 м), на південний схід — гори Ведмежик (1737 м) і Довбушанка (1754 м).
Гора розташована в межах заповідника «Горгани».
Найближчі населені пункти: Черник, Бистриця.
Назва гори походить від слова поляна (місц. полєна).
Згідно архівного фото (див. поруч) назва вершини походить від імені Надії Полєнської.